# Cosmozosteria froggatti
Cosmozosteria froggatti är en kackerlacksart som beskrevs av Robert Walter Campbell Shelford 1909. Cosmozosteria froggatti ingår i släktet Cosmozosteria och familjen storkackerlackor. Inga underarter finns listade i Catalogue of Life.